# Liopropoma
Liopropoma – rodzaj ryb okoniokształtnych z rodziny strzępielowatych.

## Klasyfikacja
Gatunki zaliczane do tego rodzaju:
| - Liopropoma aberrans - Liopropoma africanum - Liopropoma aragai - Liopropoma aurora - Liopropoma carmabi - Liopropoma collettei - Liopropoma dorsoluteum - Liopropoma emanueli - Liopropoma erythraeum - Liopropoma eukrines - Liopropoma fasciatum - Liopropoma flavidum - Liopropoma incandescens - Liopropoma incomptum - Liopropoma japonicum | - Liopropoma latifasciatum - Liopropoma lemniscatum - Liopropoma longilepis - Liopropoma lunulatum - Liopropoma maculatum - Liopropoma mitratum - Liopropoma mowbrayi - Liopropoma multilineatum - Liopropoma pallidum - Liopropoma randalli - Liopropoma rubre - Liopropoma susumi - Liopropoma swalesi - Liopropoma tonstrinum |

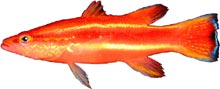
Liopropoma eukrines